# Poslední vymítání ďábla
Poslední vymítání ďábla je americký hororový film režírován a sestřihán Danielem Stammem. Ve filmu hrají Patrick Fabian, Ashley Bellová, Iris Bahrová a Louis Herthum.
Film se zaměřuje na evangelického kněze, který léta z kapes zoufalých věřících tahá peníze a trápí ho výčitky svědomí. Chce tedy se svým štábem natočit při této poslední seanci dokument se svou zpovědí a doznáním. Po příjezdu na krví prosáklou rodinnou farmu je ale hned zřejmé, že tady na něj čeká skutečné a ryzí zlo, na které se nemohl nijak připravit. Cesty zpět už není. To, co tady reverend zažije, do základů otřese jeho vírou.

## Obsazení
- Patrick Fabian jako Cotton Marcus
- Ashley Bellová jako Nell Sweetzerová
- Iris Bahrová jako Iris Reisenová
- Louis Herthum jako Louis Sweetzer
- Caleb Landry Jones jako Caleb Sweetzer
- Tony Bentley jako pastor Marcus
- Shanna Forrestallová jako paní Marcusová
- Becky Flyová jako Becky
- Denise Lee jako sestra
- Logan Craig Reid jako Logan
- Adam Grimes jako Daniel Moskowitz
- Jamie Alyson Caudleová jako ctitelka Satana (neuvedena)
- Allen Boudreaux jako ctitel Satana (neuveden)

## Vydání
Film měl být promítán na filmovém festivalu South by Southwest 2010. Nicméně 12. února 2010 Lionsgate odkoupili práva od US Distribution a nastavili datum vydání filmu na 27. srpna 2010.
Světová premiéra se konala na LA Film Festival 24. června 2010 a byl zde uveden Eli Rothovou a Danielem Stammem.
Na DVD a Blu-ray byl film vydán 4. ledna 2011.

## Nominace a ocenění
| Rok  | Cena                     | V kategorii                | Příjemce       | Výsledek |
| ---- | ------------------------ | -------------------------- | -------------- | -------- |
| 2011 | People's Choice Awards   | Oblíbený hororový film     |                | Nominace |
| 2011 | Independent Spirit Award | Nejlepší první tah         | Daniel Stamm   | Nominace |
| 2011 | MTV Movie Awards         | Nejlepší strašidelný výkon | Ashley Bellová | Nominace |
| 2011 | Empire Awards            | Nejlepší horor             |                | Výhra    |